# Clerks II
Clerks II è un film del 2006 diretto da Kevin Smith, sequel della sua fortunata pellicola d'esordio Clerks - Commessi, del 1994.
È il sesto film dell'universo cinematografico View Askewniverse.
È stato presentato fuori concorso al 59º Festival di Cannes.

## Trama
Bruciato il Quick Stop, il vecchio negozio in cui Randal e Dante lavoravano da una decina d'anni, i due ora si guadagnano lo stipendio da Mooby, un fast food gestito dalla bella Becky, che ha con Dante un'amicizia sempre in procinto di sbocciare in qualcosa di più profondo; Dante sta però per sposarsi con Emma, con la quale ha in programma di trasferirsi a breve in Florida dopo le nozze. Assieme a Dante e Randall lavora il diciannovenne Elias, fissato coi Transformers e con Il Signore degli Anelli, cosa che lo rende vittima degli insulti di Randall. A completare questo piccolo microcosmo, fuori dal negozio, come ai vecchi tempi del Quick Stop, vendono sostanze stupefacenti gli spacciatori Jay & Silent Bob.
Quella che dovrebbe essere l'ultima giornata di lavoro di Dante al Mooby finisce col rivoluzionare le vite di ognuno di loro. Proprio Dante scopre che Becky aspetta un figlio da lui, concepito durante un fugace rapporto avuto qualche tempo prima. Inevitabili equivoci e incomprensioni portano alla rottura tra Emma e Dante, nonché all'arresto di quest'ultimo assieme a Randall, Jay, Silent Bob ed Elias. Durante la nottata in carcere, messi con le spalle al muro e costretti a riflettere sulle loro scialbe vite, i due amici hanno finalmente un chiarimento circa i loro sogni e le rispettive aspirazioni.

## Produzione
Durante la lavorazione e fino a poco prima dell'uscita ufficiale nelle sale, il titolo completo del film è stato Clerks II: The Passion of the Clerks, una presa in giro del film di Mel Gibson La passione di Cristo.
Anche in questo film di Kevin Smith sono presenti varie partecipazioni di attori facenti parte del View Askewniverse: Ethan Suplee appare brevemente come un cliente di Jay & Silent Bob, Ben Affleck ha un fugace cameo nei panni di un cliente del fast food, mentre Jason Lee ha una piccola parte nel ruolo di un antipatico ex compagno di liceo di Dante e Randall.

## Sequel
Dopo sedici anni Kevin Smith ha girato il sequel Clerks III (2022), girato nella stessa location di Clerks - Commessi.